# خانه آیت‌الله محمد تقی معصومی
خانه آیت اله محمد تقی معصومی مربوط به دوره قاجار است و در شهرستان رودسر، بخش رحیم آباد، روستای کیارمش واقع شده و این اثر در تاریخ ۲۷ بهمن ۱۳۸۲ با شمارهٔ ثبت ۱۰۹۶۶ به‌عنوان یکی از آثار ملی ایران به ثبت رسیده‌است.